# Bentonville
La ville de Bentonville est le siège du comté de Benton, dans l’Arkansas, aux États-Unis.

## Population et société

### Démographie
En 2020, elle avait une population de 54 164 habitants.

#### Évolution du nombre d'habitants
Sa population augmente rapidement puisqu'en 1990 celle-ci était de 11 257 habitants.
| 1880 | 1890  | 1900  | 1910  | 1920  | 1930  | 1940  | 1950  |
| ---- | ----- | ----- | ----- | ----- | ----- | ----- | ----- |
| 696  | 1 677 | 1 843 | 1 956 | 2 313 | 2 203 | 2 359 | 2 942 |

| 1960  | 1970  | 1980  | 1990   | 2000   | 2010   | 2020   | - |
| ----- | ----- | ----- | ------ | ------ | ------ | ------ | - |
| 3 649 | 5 508 | 8 756 | 11 257 | 19 730 | 35 301 | 54 164 | - |

## Économie

### Entreprises et secteurs d'activité
Bentonville est principalement connue pour abriter le siège du groupe Wal-Mart. Le constructeur automobile américain de véhicules électriques Canoo possède également son siège social dans la ville.
L'entreprise américaine de services informatiques Cognizant possède un centre de service à Bentonville.

## Culture locale et patrimoine

### Lieux et monuments
- Le Musée de l'histoire des Amérindiens (Museum of Native American History).

#### Crystal Bridges Museum of American Art
Le Crystal Bridges Museum of American Art est un musée consacré à l'art américain.

### Personnalités liées à la ville
- James Henderson Berry (1841-1913), gouverneur de l'Arkansas entre 1883 et 1885 puis sénateur du même État entre 1885 et 1907.
- David Glass (1935-2020), homme d'affaires américain, président et directeur général de Wal-Mart Stores, Inc. Il était également propriétaire et directeur général des Royals de Kansas City.
- Victor Halperin (1895-1983), cinéaste américain.
- Asa Hutchinson (1950-), gouverneur de l'Arkansas de 2015 à 2023.
- Doug McMillon (1966-), PDG de Walmart.
- Malik Monk (1998-), joueur de basket-ball américain.
- Helen Walton (1919-2007), veuve de Sam Walton, fondateur de Wal-Mart.

La ville est le fief de la famille Walton, qui détient en 2021 une fortune de près de 240 milliards de dollars. Celle-ci y mène de nombreux investissements.

Le journaliste Arnaud Leparmentier du Monde souligne qu'à Bentonville : 
« tout est Walton, tout est Walmart : dans le hall de l’aéroport, l’université d’Arkansas fait de la publicité pour le MBA (Master of Business Administration) qui porte le nom de Walton ; sur la route de l’aéroport, trois entrepôts gigantesques Walmart ; le boulevard s’appelle Samuel-Walton tandis que l’apparthôtel porte le nom de South Walton Suites. Et au centre-ville se trouve le Musée Walmart, à la gloire du fondateur. »

### Articles anglophones
(en-US) Kenneth C. Barnes, « Another Look behind the Masks: The Ku Klux Klan in Bentonville, Arkansas, 1922-1926 », The Arkansas Historical Quarterly, vol. 76, no 3,‎ 2017, p. 191-217 (lire en ligne )